# Claudio de la Torre (actor)
Claudio De La Torre Laya (22 de noviembre de 1980) es un actor, modelo e influencer venezolano.

## Biografía
Claudio saltó a la fama en 2004 tras participar en el concurso de Míster Venezuela en representación del Estado Anzoátegui. Durante la competición, emergió como el tercer finalista, Después de la competición decidió incursionar en la actuación y se unió a la escuela de actuación populares Luz Columba, donde se entrenó con el profesor Nelson Ortega. 
Al tratar de conseguir papeles en televisión, continuó con su modelado hasta que obtuvo su primer papel en televisión en 2009 en la telenovela de Venevisión, Tomasa Te quiero, haciendo a Francisco Hurtado.
En 2011, interpretó el papel de apoyo de Enmanuel Madero en la telenovela exitosa La Viuda Joven. Entre sus últimas actuaciones se destaca Amor secreto donde interpreta a Felipe Rincón.

## Telenovelas y programas de televisión
| Año  | Título                   | Personaje                 | Cadena            |
| ---- | ------------------------ | ------------------------- | ----------------- |
| 2001 | Diente por diente        | Participante del programa | RCTV              |
| 2009 | Tomasa Tequiero          | Francisco Hurtado         | Venevisión        |
| 2011 | La viuda joven           | Enmanuel Madero           | Venevisión        |
| 2015 | Amor secreto             | Felipe Rincón             | Venevisión        |
| 2018 | Corazón traicionado      | Pablo Miranda             | RCTV Producciones |
| 2019 | Eneamiga                 | Gianluca Brandini         | RCTV Producciones |
| 2023 | Mía es la venganza       | Orson Benavente           | Telecinco         |
| 2025 | Perfil falso             | Emmanuel Bruna            | Netflix           |
| 2025 | Velvet: el nuevo imperio | Rodrigo                   | Telemundo         |